# Vilhelm Buhl
Vilhelm Buhl (Fredericia, 16 oktober 1881 - Kopenhagen, 18 december 1954) was een Deens politicus. Hij was tweemaal eerste minister namens de Socialdemokraterne.
Vilhelm Buhl droeg voor het eerst regeringsverantwoordelijkheid als minister van financiën in de kabinetten van Thorvald Stauning van 20 juli 1937 tot 4 mei 1942.
Na het overlijden van Stauning volgde Buhl hem op als eerste minister van een regering van nationale eenheid (het kabinet-Vilhelm Buhl-I). In de herfst van 1942 hield hij zijn "antisabotage-rede," die hem op zware kritiek van het verzet kwam te staan. Pro-Duits was hij echter niet, en in november moest hij van de Duitse bezettingsmacht opstappen, omdat Hitler ontstemd was geraakt door de koele reactie van koning Christiaan op zijn uitgebreide verjaardagswensen (de zogenaamde Telegramcrisis). Hij werd vervangen door Erik Scavenius en Werner Best werd als rijksgevolmachtigde naar Denemarken gestuurd om het land met ijzeren hand te gaan regeren.
Buhl werd na de bevrijding op 5 mei 1945 opnieuw eerste minister van een regering van nationale eenheid, het kabinet-Vilhelm Buhl-II, waarin ook leden van het Deens verzet opgenomen waren. Dit omdat onder de Deense bevolking veel onvrede heerste over de medewerking die Deense politici aanvankelijk aan de Duitse bezetter verleend hadden. Bekende leden van dit kabinet waren Aksel Larsen, Hans Hedtoft, H. C. Hansen, Knud Kristensen en John Christmas Møller. Onder zijn regering werd in augustus 1945 de Wet op de Huisvestingsverplichting aangenomen, die leegstaande woningen aan de laagste inkomensgroepen toewees en huren sterk reguleerde. Het kabinet zette ook de processen tegen collaborateurs in gang, als gevolg waarvan 45 personen werden geëxecuteerd. Na de verkiezingen van oktober 1945 werd Knud Kristensen op 7 november 1945 zijn opvolger.
In het kabinet-Hedtoft I was hij tussen 1947 en 1950 minister zonder portefeuille met een sterke invloed op het economisch beleid.
- Gemeinsame Normdatei: 121091945
- International Standard Name Identifier: 0000 0000 1560 9143
- Library of Congress Control Number: nb2012015858
- Virtual International Authority File: 13155022
- WorldCat: E39PBJdMbBrjWgHXRvDhw4XyBP